# 류진욱
류진욱(柳振旭, 1996년 10월 10일 ~ )은 KBO 리그 NC 다이노스의 투수이다.

## 아마추어 시절
초등학교 4학년 때 야구부가 있는 초등학교로 전학을 간 후 야구를 시작했다. 부산고등학교 1학년 때는 출전 기회를 얻지 못하다가 2학년 때인 2013년에 14경기에 등판해 68.2이닝 5승 3패, 평균자책점 1.57을 기록했고, 3학년 때인 2014년에는 12경기에 등판해 63.2이닝 6승 3패, 평균자책점 3.09를 기록했다. 고등학교 통산 26경기에 등판해 11승 6패, 132.1이닝, 평균자책점 2.32를 기록했다. 2015년에 2차 2라운드 21순위로 NC 다이노스에 지명됐다.

## NC 다이노스시절
2015년에 입단했다.
2016년, 2018년에 팔꿈치 수술을 받았고, 사회복무요원으로 입소했다.

### 2020년 시즌
10월 27일 삼성 라이온즈와의 경기에서 구원 등판하며 데뷔 첫 경기를 치렀고, 경기에서 1이닝 무실점을 기록했다.

### 2021년 시즌
5월 30일에 데뷔 첫 홀드를 기록했다.
9월 5일 롯데 자이언츠와의 경기에서 데뷔 첫 승을 기록했다. 9월 29일에 발목 부상으로 부상자 명단에 등록됐고, 10월 22일에 복귀했다.
시즌 44경기에 등판해 1승, 1세이브, 7홀드, 2점대 평균자책점, 44탈삼진을 기록했다.

### 2022년 시즌
전반기 평균자책점 6.18, 2승 2패, 1홀드, 23볼넷, 25탈삼진, WHIP 2.17로 매우 부진했고, 후반기에 2승, 3홀드, 평균자책점 2.89로 만회했다.
시즌 51경기에 등판해 46.1이닝 평균자책점 4.86, 4승 2패, 4홀드, 37탈삼진을 기록했다.

### 2023년 시즌
필승조 셋업맨으로 활동했다.
전반기 31경기에 등판해 30.1이닝 3패, 8홀드, 26탈삼진, 평균자책점 1.78을 기록했다.
10월 10일 한화 이글스와의 경기에서 데뷔 첫 시즌 20홀드를 기록했다.
시즌 70경기에 등판해 67이닝 2점대 평균자책점, 1승 4패, 22홀드, 62탈삼진을 기록했다.

#### 와일드카드 결정전
두산 베어스와의 경기에서 2이닝 2피안타, 1탈삼진, 1실점으로 포스트시즌 첫 홀드를 기록했다.
| 평균자책점 | 경기 | 완투 | 완봉 | 승 | 패 | 세 | 홀 | 이닝 | 피안타 | 피홈런 | 볼넷 | 사구 | 삼진 | 실점 | 자책점 |
| ---------- | ---- | ---- | ---- | -- | -- | -- | -- | ---- | ------ | ------ | ---- | ---- | ---- | ---- | ------ |
| 0.00       | 1    | 0    | 0    | 0  | 0  | 0  | 1  | 2    | 2      | 0      | 0    | 0    | 1    | 1    | 0      |

##### 준플레이오프
3경기에 모두 등판해 3홀드를 기록했다.

##### 플레이오프
3경기에 등판해 1홀드를 기록했다.
시즌 후 2023 뉴트리디데이 일구상 시상식에서 의지 노력상을 수상했다.“매일 반복되는 치료와 운동도 ‘좋아질 수 있다’는 믿음을 가지고 꾸준히 했다”며 “1군에서 공을 던지겠다는 꿈이 있었기에 한눈팔지 않고 계속 버텼다"고 밝혔다.

## 출신 학교
- 양정초등학교
- 개성중학교
- 부산고등학교

## 통산 기록
| 연도 | 팀명  | 평균자책점 | 경기 | 완투 | 완봉 | 승 | 패 | 세 | 홀 | 승률  | 타자 | 이닝 | 피안타 | 피홈런 | 볼넷 | 사구 | 탈삼진 | 실점 | 자책점 |
| ---- | ----- | ---------- | ---- | ---- | ---- | -- | -- | -- | -- | ----- | ---- | ---- | ------ | ------ | ---- | ---- | ------ | ---- | ------ |
| 2020 | NC    | 6.00       | 3    | 0    | 0    | 0  | 0  | 0  | 0  | -     | 14   | 3    | 4      | 1      | 1    | 0    | 3      | 2    | 2      |
| 2021 | NC    | 2.08       | 44   | 0    | 0    | 1  | 0  | 1  | 7  | 1.000 | 190  | 43⅓  | 40     | 2      | 22   | 0    | 31     | 15   | 10     |
| 2022 | NC    | 4.86       | 51   | 0    | 0    | 4  | 2  | 0  | 4  | 0.667 | 214  | 46⅓  | 48     | 2      | 31   | 4    | 37     | 29   | 25     |
| 2023 | NC    | 2.15       | 70   | 0    | 0    | 1  | 4  | 0  | 22 | 0.200 | 268  | 67   | 41     | 1      | 32   | 1    | 62     | 19   | 16     |
| 2024 | NC    | 5.74       | 50   | 0    | 0    | 2  | 1  | 0  | 10 | 0.667 | 194  | 42⅓  | 52     | 4      | 19   | 2    | 37     | 30   | 27     |
| 통산 | 5시즌 | 3.56       | 218  | 0    | 0    | 8  | 7  | 1  | 43 | 0.533 | 880  | 202  | 185    | 10     | 105  | 7    | 170    | 95   | 80     |